# Drapeau de Vannes

Le drapeau de la ville de Vannes

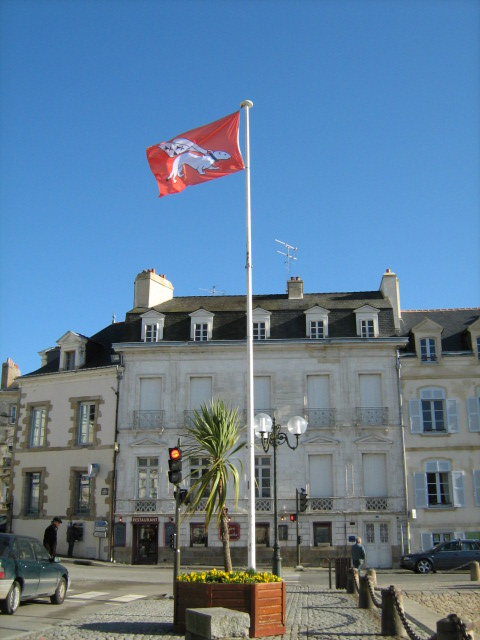
Drapeau de Vannes sur le port de plaisance

Le Drapeau de la ville de Vannes est un des symboles officiels de la cité des Vénètes avec les armes de Vannes et le logotype de l'administration municipale.

## Composition
La ville utilise comme drapeau sa bannière armoriée : une hermine passante blanche sur fond rouge portant un manteau d'hermine. Une différence est notable entre le blason et le drapeau, en effet, l'hermine du drapeau est bouclée et accolée de la jarretière flottante de Bretagne alors que l'hermine du blason est cravatée d'hermine doublée d'or.
Le fond rouge symbolise le royaume du Bro Waroch dont la capitale fut Vannes. Une miniature du XVe siècle donne à ce royaume du Moyen Âge un drapeau à la croix dentelée de rouge accompagnée d'hermines d'où la couleur rouge du fond de ce drapeau.
L'hermine au naturel est le symbole de la Bretagne. À l'origine représentée sous la forme d'une moucheture, l'hermine est plus rarement apposée sous sa forme naturelle. En Bretagne, il existe une multitude de villes utilisant des mouchetures d'hermines en tant qu'éléments dans leur blason ou drapeau. Au contraire, seules quelques-unes d'entre elles utilisent l'hermine au naturel comme symbole. Les exemples les plus connus sont, à l'exception du blason et du drapeau vannetais, le blason et drapeau malouin et le drapeau moderne de la province du Vannetais.
La jarretière flottante de Bretagne symbolise l'ordre de l'Hermine fondé en 1381.
Le drapeau de la ville, bien que connu d'un grand nombre de vannetais et de bretons, n'est que peu usité. On peut retrouver le drapeau de la ville à la place d'honneur (gauche) sur le parvis de l'hôtel de ville à côté du Gwenn ha du, du drapeau français et du drapeau européen et également en trouver un exemplaire sur le port de plaisance.